# Châtillon-le-Duc
Châtillon-le-Duc ist eine französische Gemeinde mit 2.025 Einwohnern (Stand: 1. Januar 2022) im Département Doubs in der Region Bourgogne-Franche-Comté. Sie gehört zum Arrondissement Besançon und ist Mitglied im Gemeindeverband Grand Besançon Métropole. Die Bewohner werden Châtillonnais und Châtillonnaises genannt.

## Geographie
Châtillon-le-Duc liegt auf 443 m, etwa acht Kilometer nördlich der Stadt Besançon (Luftlinie). Das Dorf erstreckt sich an aussichtsreicher Lage auf der Westabdachung des Höhenzuges der Grande Côte, südlich der breiten Talniederung des Ognon.
Die Fläche des 6,26 km² großen Gemeindegebiets umfasst einen Abschnitt südlich des Ognon. Der zentrale Teil des Gebietes wird vom Höhenrücken von Châtillon eingenommen. Dieser steigt gegen Osten allmählich zur Krete der Grande Côte an, wobei an der östlichen Gemeindegrenze mit 482 m die höchste Erhebung von Châtillon-le-Duc erreicht wird. Nach Süden reicht der Gemeindeboden über die Talmulde von Tallenay bis auf einen weiteren Ausläufer der Grand Côte, der die südliche Grenze markiert. Gegen Norden fällt der Kamm von Châtillon steil ab, und das Gemeindeareal erstreckt sich mit einem schmalen Streifen in die breite Talaue und bis an den Flusslauf des Ognon.
Zu Châtillon-le-Duc gehören neben dem alten Ortskern beim Schloss verschiedene Neubau- und Gewerbesiedlungen entlang der Hauptstraßen, darunter Les Rancenières (350 m) in der Mulde von Tallenay. Nachbargemeinden von Châtillon-le-Duc sind Bussières, Chevroz und Devecey im Norden, Bonnay und Tallenay im Osten, Besançon und École-Valentin im Süden sowie Miserey-Salines, Les Auxons und Geneuille im Westen.

## Geschichte
Das Gemeindegebiet von Châtillon war schon sehr früh besiedelt. Auf dem Geländevorsprung der späteren mittelalterlichen Burg befand sich ein römischer Wachtposten. Erstmals urkundlich erwähnt wird Châtillon bereits im Jahr 967 unter dem Namen Villa de Catolio. Im Lauf der Zeit wandelte sich die Schreibweise über Chastoillon (1255), Castellione (1300), Châtillon-les-Besançon (1333) und Chastillon-le-Duc (1516) zum heutigen Namen.
Im Jahr 1198 ließ Otto I., der spätere Pfalzgraf von Burgund, auf einem Vorsprung nördlich des Dorfes die mittelalterliche Burg Châtillon errichten, die sich zum Mittelpunkt einer wichtigen Herrschaft entwickelte. Beim Einmarsch des Königs Ludwig XI. in die Franche-Comté wurde die Burg 1479 zerstört. Zusammen mit der Franche-Comté gelangte Châtillon-le-Duc mit dem Frieden von Nimwegen 1678 definitiv an Frankreich. Seit Ende des 17. Jahrhunderts gehörte die Herrschaft Châtillon der aus Salins stammenden Familie Maistre. Im Zweiten Kaiserreich wurde die Festung neu erbaut. Die hier stationierten Truppen lieferten sich während des Deutsch-Französischen Krieges am 22. und 23. Oktober 1870 einen Kampf mit den deutschen Truppen und verhinderten so deren Einmarsch nach Besançon. Auch während des Zweiten Weltkrieges spielte die Festung eine wichtige strategische Rolle zur Sicherung der Brücken über den Ognon.

## Sehenswürdigkeiten

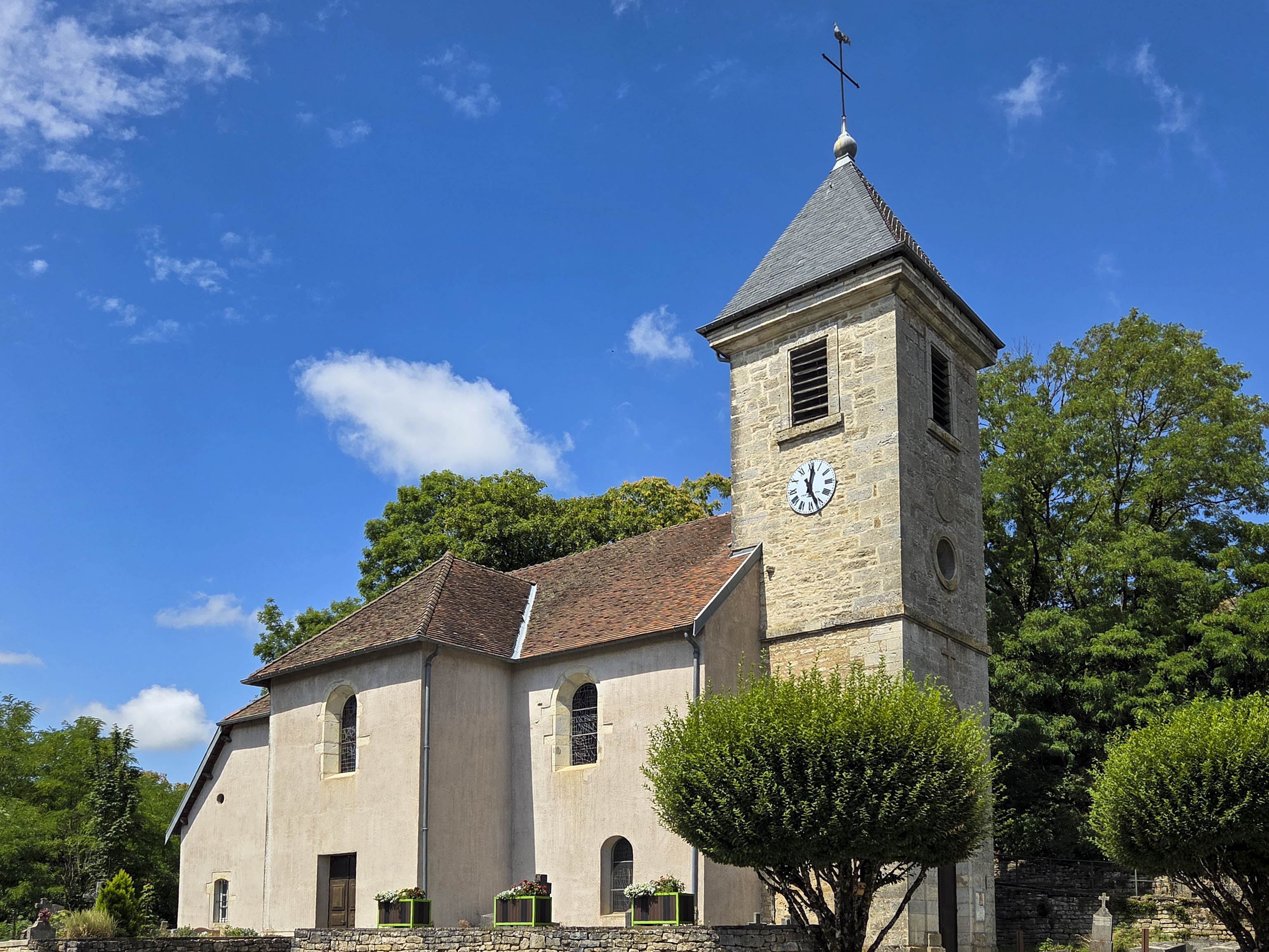
Kirche Saint-Lazare

Die Kirche Saint-Lazare wurde 1786 in der Form eines griechischen Kreuzes an der Stelle eines spätmittelalterlichen Gotteshauses erbaut. Der heutige Bau des Fort Châtillon-le-Duc wurde von 1872 bis 1873 erstellt. Auf der Terrasse ließ der Erzbischof von Besançon 1872 im Gedenken an die Kampfhandlungen eine Statue der Heiligen Jungfrau errichten, die 1994 restauriert wurde.

## Bevölkerung
| Jahr                       | 1962 | 1968 | 1975 | 1982 | 1990 | 1999 | 2005 | 2016 |
| Einwohner                  | 297  | 557  | 996  | 1334 | 1568 | 1834 | 1980 | 2047 |
| Quellen: Cassini und INSEE |      |      |      |      |      |      |      |      |

Mit 2025 Einwohnern (Stand 1. Januar 2022) gehört Châtillon-le-Duc zu den mittelgroßen Gemeinden des Départements Doubs. Nachdem die Einwohnerzahl in der ersten Hälfte des 20. Jahrhunderts stets im Bereich zwischen 230 und 290 Personen gelegen hatte, wurde seit Beginn der 1960er Jahre ein markantes Bevölkerungswachstum verzeichnet. Seither hat sich die Einwohnerzahl mehr als versechsfacht.

## Wirtschaft und Infrastruktur
Châtillon-le-Duc war bis ins 20. Jahrhundert hinein ein vorwiegend durch die Landwirtschaft (Ackerbau, Obstbau und Viehzucht) geprägtes Dorf. Seit den 1970er Jahren hat sich im Süden des Gemeindegebietes und entlang der Hauptstraße eine Gewerbe- und Industriezone entwickelt, die sich mit ihren ungefähr 70 Hektaren auch auf die Gemeindeareale von École-Valentin und Miserey-Salines erstreckt. Hier haben sich zahlreiche Betriebe der Branchen Uhrenindustrie und Präzisionsmechanik, Werkzeugmaschinenbau, Textil-, Holz- und Metallverarbeitung, Elektronik, Informatik, Tiefbau, Reinigung und Wasseraufbereitung niedergelassen. Daneben gibt es verschiedene Betriebe des Einzelhandels. Mittlerweile hat sich das Dorf auch zu einer Wohngemeinde gewandelt. Viele Erwerbstätige sind deshalb Wegpendler, die in der Agglomeration Besançon ihrer Arbeit nachgehen.
Die Ortschaft ist verkehrstechnisch gut erschlossen, obwohl sie abseits der größeren Durchgangsstraßen liegt. Die Hauptzufahrt erfolgt von der Hauptstraße N 57, die von Besançon nach Vesoul führt. Der nächste Anschluss an die Autobahn A36 befindet sich in einer Entfernung von ungefähr 4 km. Weitere Straßenverbindungen bestehen mit Devecey und Tallenay.